# Crimla
Crimla település Németországban, azon belül Türingiában. Lakosainak száma 264 fő (2023. december 31.).

## Népesség
A település népességének változása:
| Lakosok száma | 280  | 257  | 257  | 271  | 267  | 264  |
|               | 2014 | 2017 | 2019 | 2021 | 2022 | 2023 |